# جورج كورتيس (لاعب كرة قدم)
جورج كورتيس (بالإنجليزية: George Curtis)‏ (5 مايو 1939 في المملكة المتحدة - 17 يوليو 2021) هو مدرب كرة قدم ولاعب كرة قدم بريطاني في مركز الدفاع. لعب مع أستون فيلا وكوفنتري سيتي وسنوداون كولياري ولفير ‏.

## وصلات خارجية
- جورج كورتيس على موقع قاعدة بيانات كرة القدم.إي يو (الإنجليزية)